# Фанданго

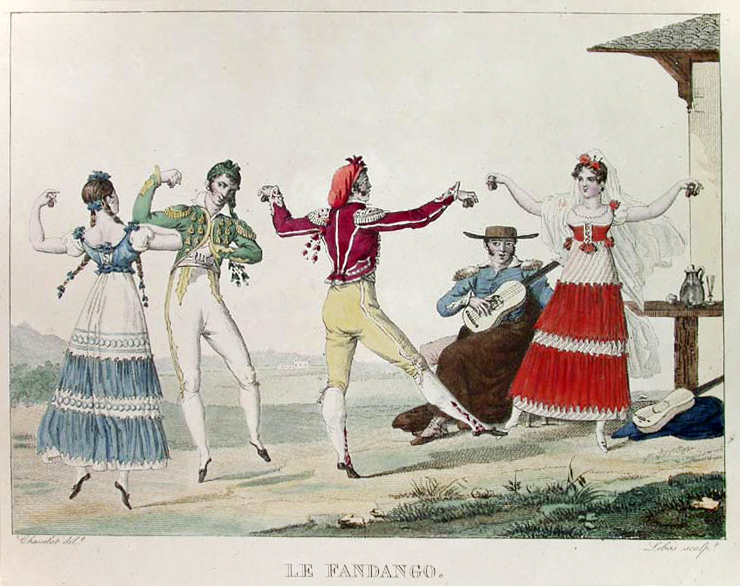
Фанданго на рисунке начала XIX века (художник Пьер Шасла)

Фанда́нго (исп. fandango) — испанский народный танец (размеры 3/4, 6/8), исполняемый в паре под пение фанданго в сопровождении гитары и кастаньет.

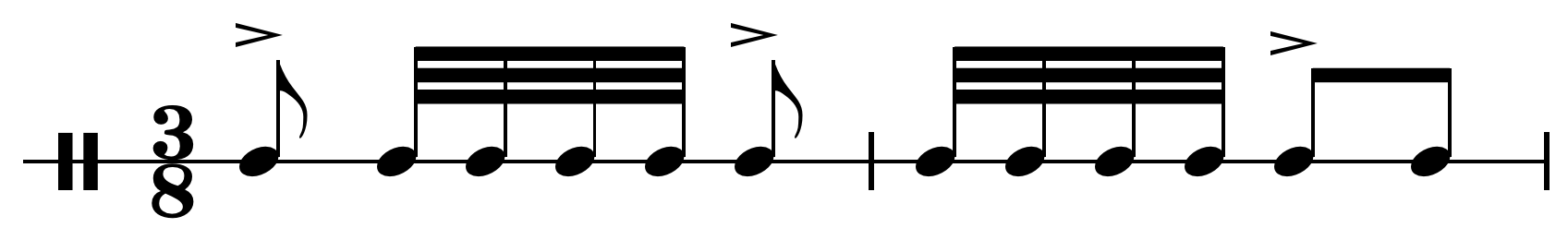
Типичная ритмоформула фанданго

В танце изображается романтическое ухаживание мужчины и флирт женщины. Выражая страсть и любовь, партнёры непрерывно дразнят друг друга. Имеется вариант мужского парного танца, когда они состязаются в мастерстве друг с другом. В этом случае первый танцор показывает свой ритм и движения, а второй подхватывает ритм и ещё более усложняет движения. 
Считается, что танец первоначально был мавританским. Известен с XVII века, когда танец начал распространяться от Андалусии и Эстремадуры к Астурии, Стране Басков, а также на восток Испании, к Португалии и Америке. В Европе был очень популярен в XVIII веке. В начале XIX века фламенко переняло некоторые черты андалусийского фанданго, таким образом появилось «фанданго в стиле фламенко» (исп. fandangos aflamencaos), сейчас являющееся одним из основных ритмов фламенко.
Одним из вариантов фанданго является танец малагенья.

## Фанданго в классической музыке
- Доменико Скарлатти (Фанданго для клавесина)
- Антонио Солер (Фанданго для клавесина)
- К. В. Глюк (Дон Жуан, 1761)
- В. А. Моцарт (Свадьба Фигаро, 1786)
- И. Г. Прач (Фанданго для клавира и скрипки ad lib., 1795)
- Н. А. Римский-Корсаков (Испанское каприччио, 1887)
- Исаак Альбенис (Малага, из сюиты Иберия, 1905—1908)
- Энрике Гранадос (El Fandango de candil и Serenata del espectro, из сюиты Goyescas, 1912—1914)
- Мануэль де Фалья (Танец мельника из балета Треуголка, 1919)
- Луиджи Боккерини (Quinteto de cuerda con guitarra Del Fandango, G.448)
- К. Ф. Э. Бах (Cимфония в Е-минор, Wq 178 «Fandango»)
- Ж. Тайфер Фанданго